# Reforma laboral española de 2010
La Reforma de la legislación laboral en España en 2010 está constituida por el Real Decreto-ley 10/2010, de 16 de junio, de medidas urgentes para la reforma del mercado laboral y por la Ley 35/2010, de 17 de septiembre, de medidas urgentes para la reforma del mercado de trabajo.
El Real Decreto-Ley se convalidó por el Congreso definitivamente el 9 de septiembre de 2010 y modificó los acuerdos firmados en 2006 entre el gobierno y los agentes sociales. La reforma tuvo su origen en un Real Decreto-ley del Gobierno, en junio del mismo año, durante el segundo mandato de José Luis Rodríguez Zapatero como presidente, y que entró en vigor el 18 de junio, tras su publicación en el Boletín Oficial del Estado. El decreto ley fue convalidado por el Congreso de los Diputados con 168 votos a favor (Grupo Socialista), 8 votos en contra (Esquerra Republicana de Cataluña-Izquierda Unida-ICV, Bloque Nacionalista Galego y Nafarroa Bai) y 173 abstenciones (Grupo Popular, Convergencia i Unió, Partido Nacionalista Vasco, Coalición Canaria, Unión del Pueblo Navarro y UPyD).
Por unanimidad se acordó la tramitación posterior de la reforma como proyecto de ley, en el verano de 2010, primero en el Congreso, después en el Senado, donde se incorporaron distintas enmiendas, la mayoría de ellas de endurecimiento de las condiciones y derechos laborales, y de nuevo vuelta al Congreso que realizó la aprobación final el 9 de septiembre, eliminándose la mayoría de las enmiendas introducidas en el Senado.
La reforma se basó en la propuesta central del Gobierno que tomó como punto de partida el Real Decreto-Ley de junio, si bien matizada por el acuerdo alcanzado entre el Partido Socialista Obrero Español y el Partido Nacionalista Vasco durante su tramitación en el Senado, y algunas aportaciones del Bloque Nacionalista Galego. Votó a favor el PSOE, se abstuvo el PNV y votaron en contra el resto de los grupos políticos.
Se da la circunstancia de que un mes más tarde de la huelga general contra la reforma, uno de los sindicalistas que iban en la cabecera de la manifestación en Madrid, Valeriano Gómez, fue designado ministro de Trabajo.

## Origen
La pretensión de una reforma laboral inició su andadura en 2008, durante la crisis económica, cuando comenzó a reflejarse en España con un fuerte aumento del número de desempleados, bien distinta a cómo se manifestaba en otros países del mismo contexto, donde el crecimiento del desempleo fue mucho más moderado. El ejecutivo manifestó entonces la predisposición a una reforma del mercado de trabajo para flexibilizarlo, condicionado a que los agentes sociales (patronal y sindicatos), llegaran a un acuerdo en la mesa de diálogo social.
Tras dos años sin acuerdos, y después de haberse visto el gobierno español obligado a tomar medidas de control del gasto presupuestario y de equilibrio del déficit público ante la presión de los mercados internacionales tras la fuerte apreciación del euro frente al dólar estadounidense y la crisis de Grecia, por un lado, y el fuerte descenso de los ingresos públicos, por otro, el gobierno de España, mediante decreto ley, modificó sustancialmente el mercado laboral sobre la base de tres ejes: extensión parcial de la indemnización de 33 días por año trabajado por despido improcedente en las contrataciones fijas, en perjuicio de la figura establecida en el Estatuto de los Trabajadores de 1980 de 45 días de indemnización por año trabajado; reconocimiento de las situaciones de crisis de las empresas, o empresas con pérdidas, como causa objetiva de despido procedente y posibilidad de que empresarios y trabajadores pacten una no vinculación al convenio laboral vigente en determinados supuestos críticos para la empresa, con el objetivo de reducir costes.

## Reacciones sociales

### Rechazo sindical: huelga general el 29-S
Poco después de aprobarse el decreto ley en junio de 2010, los sindicatos mayoritarios, la Unión General de Trabajadores y Comisiones Obreras, anunciaron la convocatoria de una huelga general para mucho después, que finalmente tendría lugar el 29 de septiembre. Tanto la reforma laboral como otras anunciadas por el gobierno en torno a las pensiones, fueron el detonante de la posición sindical. Según los sindicatos, los sucesivos paquetes de medidas decretados por el Gobierno constituían una regresión en derecho laboral después de treinta y tres años de vigencia del estatuto de los Trabajadores. Además, cuestionaban la labor del ejecutivo por haber diagnosticado tarde la crisis económica y haber prometido respeto a las prestaciones sociales y derechos de los trabajadores, para en junio de 2010 poner fin a las políticas públicas de reactivación económica, recortar derechos y renunciar a una reforma fiscal más justa, suficiente y redistributiva que, además, permitiera al Estado disponer de mayores recursos para enfrentar situaciones de crisis. Las organizaciones sindicales consideraron que "no se tapona la hemorragia del desempleo" y "se despediría más y más barato", aumentando el poder discrecional de los empresarios que así, en época de crisis, verían mejorados sus beneficios a costa de los trabajadores.

### Rechazo de la patronal
La patronal, representada por la Confederación Española de Organizaciones Empresariales (CEOE), también rechazó la reforma por boca de su Presidente, Gerardo Díaz Ferrán, al considerarla "inadecuada" por no aclarar "suficientemente" las causas y los procedimientos en la extinción de contratos y "no estar a la altura de las necesidades del país", oponiéndose a la conversión de contratos temporales en fijos. Así, también se manifestaron en contra de la convocatoria de huelga por los sindicatos, por considerar que el futuro estaba en unas relaciones laborales "modernas y flexibles".

## Contenido de la reforma laboral
La reforma laboral está elaborada en la Ley 35/2010, de 17 de septiembre, y el Real Decreto-Ley 10/2010, de 16 de junio. Incluye, entre otros, los siguientes aspectos:

### Suspensión de vigencia del convenio laboral
La reforma abrió la posibilidad de que empresa y trabajadores acordasen que, debido a la situación de crisis, no se aplicase el régimen salarial previsto por el convenio colectivo de ámbito superior a la empresa, como los sectoriales o los del ramo. En el borrador previo, se facultaba a que, en caso de desacuerdo, el empresario pidiera que un árbitro dirimiera la cuestión; esto obligaba a la otra parte, los trabajadores, a someterse al proceso y a la eventual decisión del laudo. La reforma finalmente eliminó esa posibilidad, y solo es posible el arbitraje si el mismo convenio lo prevé; si no, la empresa no tiene otra posibilidad que el acuerdo.

### Reducción de jornada por causas económicas
La reforma estableció la reducción de jornada por causas económicas, aunque los trabajadores tienen derecho a la prestación por desempleo por las horas que dejen de trabajar en virtud de estos cambios, y no por días. Además, la prestación por desempleo será equivalente al de la reducción de la jornada autorizada:

[La jornada] podrá reducirse por causas económicas, técnicas, organizativas o de producción [...] A estos efectos, se entenderá por reducción de jornada la disminución temporal de entre un 10 y un 70 por ciento de la jornada de trabajo computada sobre la base de la  jornada diaria, semanal, mensual o anual, o de las horas.

### Fondo de capitalización para contratos indefinidos
Se planteó la posibilidad de crear un Fondo de capitalización para los trabajadores mantenido a lo largo de su vida laboral, por una cantidad equivalente a un número de días de salario por año de servicio a determinar. Su regulación se aprobaría en un proyecto de ley en el plazo de un año. En todo caso, el Gobierno señaló que este fondo debería estar operativo a partir del 1 de enero de 2012, siendo de aplicación a los nuevos contratos indefinidos que se celebren a partir de esa fecha. Este tipo de fondo y su cobertura son conocidos como el modelo austriaco.

### Penalización de los contratos temporales
Otro de los objetivos de la reforma era acabar con el encadenamiento de contratos temporales, esto es, con la sucesión, sine die, de contratos temporales a un trabajador, sin que se le contrate fijo, manteniendo la inestabilidad en el empleo. La reforma estructuró la penalización de esta figura contractual: el trabajador se hará fijo tras tres años si ha estado con dos o más contratos en el mismo puesto "o diferente" y en la misma empresa "o grupo de empresas", y elevó de 8 a 12 días por año trabajado la indemnización. Esto se aplicaría de forma paulatina: 8 días de indemnización para contratos que se celebren en 2010 y 2011: nueve días de indemnización para los contratos que se firmen en 2012, 10 días en 2013, 11 en 2014 y 12 en 2015. El objetivo pretendido era la minoración de este tipo de situaciones en beneficio del contrato fijo.

### Ampliación de la indemnización de 33 días por año trabajado en el despido injustificado
Hasta la reforma, existía una figura de contratación desde 2001, denominada, contrato de fomento del empleo, que permitía una indemnización de 33 días por año trabajado en caso de despido improcedente y se aplicaba solo a jóvenes de entre 16 y 30 años, mayores de 45 años, mujeres desempleadas, personas con más de seis meses en el paro y discapacitados.
La reforma laboral amplió el número de trabajadores que dejaban de estar protegidos por una indemnización de 45 días por año trabajado, engrosando el de la nueva figura de contratación, y acogió a otros trabajadores a lo que no se reconocía el derecho. Así, a los colectivos ya mencionados, se sumaron los trabajadores con más de tres meses en las listas del desempleo, los desempleados entre 31 y 44 años que hayan tenido un contrato fijo y que se les hubiera extinguido un contrato de carácter indefinido en una empresa diferente, a los desempleados que en los dos años anteriores hubieran estado con contratos temporales, y a los contratados temporales a quienes la empresa quisiera hacer fijos desde la reforma.
En todo caso, la reforma no tenía efectos retroactivos, y por lo tanto los trabajadores con contrato fijo ordinario mantenían sus derechos, estos es, los 45 días de indemnización por año trabajado en caso de despido improcedente.

### Fondo público de cobertura de indemnización por despido
La reforma contempló que el Estado se hiciera cargo de una parte de la indemnización en casi todos los casos de despido, tanto si eran improcedentes de fijos ordinarios (45 días) o de fomento del empleo (33 días) y de los colectivos con despido por causas objetivas (20 días). El empresario pagaría el resto de la indemnización. El único caso en que el Estado no se hace cargo de esta parte de la indemnización es en los despidos disciplinarios.
La aportación del Estado es con cargo al Fondo de Garantía Salarial, fondo creado en la década de 1970 originalmente para hacerse cargo de las indemnizaciones en caso de insolvencia o quiebra del empresario. Es un fondo que se nutre con aportaciones empresariales y es administrado por Gobierno, patronal y sindicatos. En el primer borrador de la reforma solo se contemplaba este copago en los despidos del contrato de 33 días, tanto procedentes como improcedentes.

### Calificación de procedencia de despido por pérdidas de la empresa
La reforma facilitó los despidos objetivos (20 días de indemnización por año trabajado) a las empresas con pérdidas económicas. Hasta ese momento la indemnización era de 45 días por año trabajado.
En el primer borrador se especificaba que las pérdidas no deberían ser "meramente coyunturales" y el Gobierno abogaba por establecer que las empresas deberían tener un mínimo de seis meses con pérdidas. El decreto-ley amplió los casos al eliminar la palabra "pérdidas" del texto y no fijar un plazo mínimo en situación de crisis, pero se modificó en la ley incluyendo las "pérdidas actuales o previstas", e incorporando un nuevo tipo por la "disminución persistente del nivel de ingresos":

Se entienden que concurren causas económicas [para la procedencia del despido] cuando de los resultados de la empresa se desprenda una situación económica negativa, en casos tales como la existencia de pérdidas actuales o previstas o la disminución persistente del nivel de ingresos.

### Despido por absentismo
Siempre que la media de absentismo laboral en la empresa supere el 2,5%, esta podrá despedir por absentismo a aquellos trabajadores que falten a su puesto de trabajo durante más de un 20% de las jornadas hábiles a lo largo de dos meses consecutivos, o el 25% si son cuatro meses discontinuos dentro de un periodo de 12 meses.